# أليستير دارلينغ
أليستير ماكلين دارلينغ (بالإنجليزية: Alistair Darling) بارون دارلينغ من رولانيش (28 نوفمبر 1953 - 30 نوفمبر 2023)، هو سياسي من حزب العمال البريطاني، شغل منصب وزير الخزانة في حكومة العمل من 2007-2010 وعضوًا في البرلمان (MP) من 1987 حتى استقال في عام 2015 ، وكان آخرها في إدنبرة ساوث ويست. كان واحدًا من ثلاثة أشخاص فقط خدموا في مجلس الوزراء باستمرار منذ فوز حزب العمال الساحق في الانتخابات العامة لعام 1997م حتى هزيمتهم في الانتخابات العامة 2010، والاثنان الآخران هما جوردون براون وجاك سترو.
تم تعيين دارلينغ لأول مرة كسكرتير أول للخزانة من قبل رئيس الوزراء توني بلير في عام 1997، وتمت ترقيته إلى وزير الدولة للعمل والمعاشات التقاعدية في عام 1998. بعد أن أمضى أربع سنوات في تلك الوزارة ، أمضى أربع سنوات أخرى كوزير للخارجية للنقل ، بينما أصبح أيضًا وزير خارجية اسكتلندا في عام 2003. انتقل بلير إلى دارلنج للمرة الأخيرة في عام 2006 ، مما جعله رئيسًا لمجلس التجارة ووزير الدولة للتجارة والصناعة ، قبل أن يقوم رئيس الوزراء الجديد جوردون براون بترقية دارلنج إلى يحل محل نفسه وزيرا للخزانة في عام 2007 ، وهو المنصب الذي ظل فيه حتى عام 2010.